# Elena Luber
Helene „Elena“ Luber (auch Helen Luber; * 3. April 1914 in München; † 16. September 1982 in Berlin) war eine deutsche Schauspielerin.

## Leben und Wirken
Die gebürtige Münchnerin war eine Tochter von Johann Luber, einem Prokuristen der Deutschen Bank, und seiner Frau Rosalie, geb. Brandl. Sie besuchte das Lyzeum an der Luisenstraße und erhielt nebenher Ballettunterricht am Münchner Staatstheater. Anschließend wurde sie als Tänzerin für moderne Operetten und Revuen ans Deutsche Theater München verpflichtet.
Nachdem sie 1933 (als Helen Luber) unter der Regie von Carl Boese in Roman einer Nacht ihr Filmdebüt gegeben hatte, nahm sie von 1935 bis 1938 Schauspielunterricht in Berlin. Das Verhältnis zwischen Regisseur Boese und ihr wurde enger und sie heirateten 1938. Während des Zweiten Weltkriegs wirkte sie nur in italienischen Filmproduktionen mit, die zum Teil ebenfalls unter der Regie ihres Gatten entstanden, und führte seit dieser Zeit die italianisierte Variante ihres Vornamens. Sie stand 1944 in der Gottbegnadeten-Liste des Reichsministeriums für Volksaufklärung und Propaganda.
Nach dem Krieg war Elena Luber nur noch in sechs Filmen zu sehen, unter anderem in Beate (1948) und in Das Nachtgespenst (1953), wobei jetzt nur noch ihr Ehemann Regie führte. Nach Die spanische Fliege (1955) zog sie sich ins Privatleben zurück.
Seit 1958 verwitwet, starb die Schauspielerin unbemerkt von der Öffentlichkeit im Jahr 1982 in Berlin-Charlottenburg und wurde unter dem Namen Helene Boese geb. Luber auf dem Münchner Nordfriedhof beigesetzt.

## Filmografie
- 1933: Roman einer Nacht
- 1933: Fräulein Hoffmanns Erzählungen
- 1934: Grüß’ mir die Lore noch einmal
- 1935: Eine Nacht an der Donau
- 1936: Der schüchterne Casanova
- 1936: Engel mit kleinen Fehlern
- 1936: Männer vor der Ehe
- 1936: Die Ballmutter
- 1938: Kriminalfall Erich Lemke
- 1941: La famiglia Brambilla in vacanza
- 1943: Lascia cantare il cuore
- 1944: In cerca di felicità
- 1948: Beate
- 1951: Unschuld in tausend Nöten
- 1953: Frauen, Filme, Fernsehfunk
- 1953: Der keusche Josef
- 1953: Das Nachtgespenst
- 1955: Die spanische Fliege